# اساسینز کرید: وحدت
اساسینز کرید: وحدت (به انگلیسی: Assassin’s Creed: Unity) یک بازی ویدئویی به سبک اکشن-ماجراجویی و مخفی‌کاری از مجموعه بازی‌های اساسینز کرید است که توسط یوبی‌سافت مونترآل توسعه یافته و به‌وسیلهٔ شرکت یوبی‌سافت در ۱۱ نوامبر سال ۲۰۱۴ برای کنسول‌های پلی‌استیشن ۴، ایکس‌باکس وان و همچنین مایکروسافت ویندوز منتشر شد. این بازی دهمین نسخه از مجموعه بازی‌های اساسینز کرید و بعد از اساسینز کرید: سرکش است. اتفاقات این قسمت از بازی در دوره انقلاب فرانسه رخ می‌دهد. این اولین نسخه در این مجموعه بود که فقط بر روی کنسول‌های نسل هشتم منتشر می‌شود. اساسینز کرید: وحدت برای اولین بار دارای بخش گیم پلی گروهی است و همچنین دارای داستانی زیبا می‌باشد. در این سری شخصیت قابل بازی و نقش اول بازی آرنو دوریان (به انگلیسی: Arno dorian) نام دارد. آرنو در سنین کودکی پدر خود را توسط شی کورمک (شخصیت اساسینز کرید: سرکش) از دست می‌دهد و به فرقه آساسین‌های فرانسه می‌پیوندد..

## روند بازی
این بازی اولین بازی سری اساسینز کرید است که به صورت ویژه برای کنسول نسل هشتم توسعه داده شده است، و در آن پاریس با نسبت ۱:۱ ترسیم شده است و هزاران شخصیت دارد. بازیکنان می‌توانند در تمام شهر بگردند یا حتی وارد شمار زیادی از ساختمان‌هایی که درشان یا یکی از پنجره‌هایشان باز است، بشوند یا از سیستم فاضلاب پاریس یا دخمه مردگان پاریس بگذرند. حتی بعضی از مکان‌های تاریخی مانند کلیسای نوتردام به نسبت یک چهارم فضای واقعی قابل دسترس هستند. حتی ساختمان‌های خالی نیز می‌توانند اتاق‌هایی قفل نشده با گنج‌های یافتنی داشته باشند. هنگامی که بر یک بلندی ایستاده باشید با یک دکمه می‌توان اجسام سه‌بعدی مانند زنگ‌های خطر را مشاهده نمود. تجربه بازی به شدت پیشنهاد می‌شود.
بیشتر کومه‌های کاه معروف از محیط بازی حذف شدند و این بار می‌توان دویدن به سوی بالا و پایین را با دکمه‌های مختلف کنترل کرد. پنهان شدن میان جمع بسیار پیشرفت پیدا کرده و می‌توان با یک دکمه این حالت را فعال کرد. همچنین مبارزات رزم‌آزمایی واقع‌گرایانه‌تری داشته باشند.
ترورها با نام «مأموریت‌های جعبهٔ سیاه» معرفی شده و استراق سمع نیز از گیم‌پلی بازی نخست اساسینز کرید تبعیت می‌کند.

## داستان
در ابتدای بازی، ما شاهد واقعه یورش سربازان فیلیپ چهارم به معبد پاریس (مقر تمپلارها) در تاریخ ۱۳ اکتبر سال ۱۳۰۷ هستیم. ژاک دو موله، فرمانده تمپلارها، بلافاصله به مشاورش دستور می‌دهد تا کدکس تمپلارها و شمشیر عدن را از دست 《اسسین》که به همراه دشمنان به محوطه وارد شده، دور نگه دارد. مشاور، در این میان با اسسین مبارزه می‌کند و شکستش می‌دهد و سپس شمشیر عدن و کدکس را در معبد زیرزمینی مخفی می‌کند. او در هنگام برگشت متوجه می‌شود که دو موله دستگیر شده، اما پیش از نجات او، توسط اسسین که زنده مانده بود کشته شد. سپس داستان بازی از هفت سال بعد دنبال می‌شود، جایی که قرار است ژاک دو موله در آن‌جا اعدام شود، رهبر تمپلارها در لحظات پایانی، پادشاه فیلیپ و پاپ کلمنت را تکفیر و تا سیزده نسل؛ به خاطر حمله به تمپلارها نفرین می‌کند و در نهایت سوزانده می‌شود. در این لحظه خاطره ژنی ناگهان با مداخله هکری، که خود را بیشاپ معرفی می‌کند، قطع می‌شود. بیشاپ عنوان می‌کند که نقشه جدید آبسترگو، پیدا کردن اجساد سیج ها (دورگه انسان -ایسو) و استخراج دی‌ان‌ای آنهاست. دو موله خودش یک سیج بود ولی چون بدنش سوزانده شده، دی‌ان‌ای او غیرقابل شد. آبسترگو هم‌اکنون می‌خواهد با بررسی خاطرات ژنی فردی بنام آرنو ویکتور دوریان، که در طول زندگی خود با یک سیج دیدار داشته، جسد سیج را شناسایی کند. بیشاپ سپس از ما می‌خواهد تا با ادامه مشاهده خاطرات، به اساسین‌ها کمک کند تا پیش از آبسترگو جسد سیج را پیدا کنند. پس ازین، کاربر (خودمان) به بررسی خاطرات آرنو دوریان هشت ساله در سال ۱۷۷۵ میلادی، در کاخ ورسای می‌پردازد. آرنو به همراه پدرش چارلز، که یک اشراف‌زاده است به کاخ ورسای (کاخ سلطنتی فرانسه) آمده‌اند. چارلز از فرزندش می‌خواهد تا برای مدت نه چندان طولانی، منتظر بماند تا برگردد و سپس ساعت جیبی خود را به آرنو می‌دهد. اما ارنو، با دیدن دختری که در حال دویدن بود، به دنبال او می‌رود و پس از ملاقات با او، دختر خود را الیز معرفی می‌کند و می‌گوید که او هم به پدرش که حکومتی است به کاخ ورسای آمده. آرنو و الیز دوباره به درون کاخ برمی‌گردند اما آرنو ناگهان با بدن بی جان پدرش مواجه می‌شود که در میان جمعیت افتاده. ارنو که در شوک فرورفته، بار دیگر ساعت پدرش را نگاه می‌کند. سکوت او سپس با صدای فرانسوا دولا سر، پدر الیز، شکسته می‌شود. پس از ان، دولاسر، آرنو را به سرپرستی قبول می‌کند و به عمارت خودش می‌برد. ادامه داستان سیزده سال بعد از این اتفاق می‌افتد. ارنو که حالا تبدیل به جوانی بی هدف و سرکش شده، تنها یادگاری پدرش، یعنی ساعت جیبی را در قمار به شخصی بنام ویکتور باخته است، اما دوباره به خانه ویکتور دزدکی وارد شده تا ساعتش را بردارد. او سپس فرار می‌کند ک تحت تعقیب ویکتور و برادرش هوگو قرار می‌گیرد. تا زمانی که به عمارت دولاسر می‌رسد و با رسیدن دولاسر، قضیه حل و فصل می‌شود. دولاسر در دفتر کارش به آرنو می‌گوید که قرار است که امشب یک میهمانی در کاخ ورسای، انجام بگیرد که الیز نیز پس از سالها تحصیل در پاریس در آنجا حضور خواهد داشت. اما پیش از آن، باید به یک همایش سلطنتی در دفتر شاه برود و از آرنو می‌خواهد تا کالسکه اورا مرتب کند. آرنو این کار را انجام می‌دهد و سپس، دولاسر عمارت را ترک می‌کند، اما دقیقاً همان موقع، یکی از همکاران ارنو، پریشان بدنبال کالسکه می‌دود. او به آرنو می‌گوید که نامه بسیار مهمی دارد که باید سریعاً به آقای دولاسر برساند. آرنو مسئولیت نامه را قبول می‌کند و بدنبال کالسکه می‌رود. او موفق می‌شود رد کالسکه را تا دفتر سلطنتی بگیرد و سپس به محل همایش نفوذ کند. (تشکیل دوباره مجلس اصناف برای حل مشکلات شدید اقتصادی بدست لوئی شانزدهم در جولای ۱۷۸۹)البته او در تحویل نامه به فرانسوا ناموفق بود چرا که ویکتور و هوگو، به او هجوم بردند و آرنو مجبور به مبارزه و سپس ترک کاخ شد. آرنو به عمارت برگشت و با وجود اهمیتی که نامه داشت، برای زودتر رسیدن به جشن شب و دیدار با عشقش الیز، نامه را از زیر در به داخل اتاق دولا سر هل داد. او یک لباس اشرافی را دزدید و در جشن، به کاخ ورسای وارد شد و الیز را در میان جمعیت دید. الیز پس از چند لحظه عاشقانه، از آرنو می‌خواهد که موقتاً قصر را ترک کند. آرنو، سرخوش از دیدار با الیز به حیاط کاخ می‌رود ولی ناگهان در آنجا با جنازه پدرخوانده خود، که بشدت زخمی شده روبرو شد. از آنطرف، با فریاد قاتل اصلی، گاردهای سلطنتی آرنو را بعنوان قاتل در نظر گرفتند و او را بیهوش کردند. آرنو بعد از بهوش آمدن خود را در یک سلول قدیمی دید وعلیرغم اصرار و فریاد بسیار مبنی بر بیگناهی، کسی به او توجه نمی‌کند. پس مجبور می‌شود تا شب را بگذراند و استراحت کند. فردا صبح که از خواب بلند شد، متوجه نبود ساعت یادگاری در جیبش شد و سپس آنرا در دست یکی از هم سلولی‌هایش دید. او با مبارزه با هم سلولی موفق می‌شود که ساعتش را پس بگیرد. آن مرد آرنو را شناخت و توانایی دید عقاب هم در او متوجه شد. مرد به آرنو گفت که پدر ارنو، شارل دوریان، در حقیقت یک اسسین و دوست خودش بود که بدست شی پاتریک کورمک، یک اساسین خائن به قتل رسید و دولاسر، خودش رهبر تمپلارهای فرانسه بود و از روی دلسوزی او را به سرپرستی گرفت. نام او نیز پیِر بِلِک است و این ساعت را در حقیقت بلک به پدر ارنو داده بود. بلک آرنو را متقاعد می‌کند تا به تمرین شمشیر زنی با وی بپردازد. دوماه می‌گذرد ولی در یکی ازین روزها، زندانی‌ها متوجه غوغا و شورش و تجمع در مقابل زندان باستیل (محل حبس آرنو و بلک) می‌شوند. در حقیقت، در طی این دوماه آنقدر این شورش‌ها و نارضایتی‌ها در میان مردم زیاد شده که مردم اسلحه به دست گرفته و به مهم‌ترین زندان کل فرانسه حمله کردند. (یورش به باستیل در ۱۴ ژوئیه ۱۷۸۹)در این میان، دیوار قلعه تخریب شد و بلک و آرنو با کمک هم و با بالارفتن از دیوار زندان، موفق به پریدن در رود کنار زندان و فرار می‌شوند. بلک، پیش از ترک ارنو، به وی نشانی را می‌دهد تا با استفاده از آن اسسین‌ها را پیدا کند و اگر می‌خواهد به آنها بپیوندد. آرنو در ابتدا به ورسای و عمارت دولاسر که حالا متروک شده برمیگردد. او آنجا الیز را می‌بیند که از او دلخور است. آرنو قسم می‌خورد که در مرگ پدر الیز نقشی نداشته، اما الیز به او نامهٔ اول بازی را نشان می‌دهد، که نویسنده که با نام مختصر 《L》آورده شده، در آن به دولاسر هشدار می‌دهد که امشب، نباید به هیچ‌کس اعتماد کند و افرادی قصد توطئه علیه او را دارند. این نامه می‌توانست فرانسوا را نجات دهد اما سهل انگاری آرنو موجب مرگ اوشد. آرنو با شرمساری ورسای را ترک می‌کند و تصمیم می‌گیرد به پاریس و پیش اسسین هابرود. آرنو ورودی مخفیگاه اساسینها را پیدا می‌کند و آنجا دوباره با بلک دیدار می‌کند، بلک آرنو را به نزد شورای اساسین‌های فرانسه می‌برد و پس از مشورت و رای‌گیری میان شورای پنج نفره و اصرار بلک، آرنو بعنوان یک اساسین، لباس و هیدن بلید خود را به‌طور رسمی تحویل می‌گیرد. آرنو که حالا یک اساسین است، و بلک، موفق به جمع‌آوری اطلاعات دربارهٔ یک تمپلار به نام شارل گابریل سیوِرت، قاتل دولاسر می‌شوند و او را در نوتردام پیدا می‌کنند. آرنو به کلیسا مخفیانه وارد شده و سیورت را می‌کشد. او در خاطرات سیورت می‌بیند که او در شب مرگ فرانسوا دولاسر، با یک تمپلار دیگر بنام مستعار پادشاه گدایان(king of beggars) دیدار می‌کند و در زمان نبرد سیورت و دولاسر، این پادشاه گدایان بود که با سنجاق تیزی از پشت گردن دولاسر را مورد اصابت قرار داد. آرنو نوتردام را ترک می‌کند و به شورا بازمی‌گردد، در این میان، بلک به آرنو توضیح می‌دهد که پیش از مرگ دولاسر، کنت دو میرابو (ژورنالیست، سیاستمدار، رهبر اساسینهای فرانسه و از اعضای شورای اساسین‌ها) در تلاش برای صلح با تمپلارها بود که تا حدودی موفق بود، ولی با قتل دولاسر خوشبختانه این طرح شکست خورد. اسسین، خبر پیروزی در کشتن سیورت را می‌دهد و عنوان می‌کند که فردی با عنوان پادشاه گدایان هم در این توطئه نقش داشت. یکی از رهبران اساسینها به آرنو می‌گوید این شخص روی دس تونز نام دارد و دارای یک سیستم تقریباً خودمختار در زاقه نشینی حومه پاریس است. او به زاقه نشینی وارد می‌شود و سعی می‌کند الیوز لا توش، رابط سیورت و تونز را پیدا کند. او لا توش را درحال شکنجه و بریدن پا یک گدا برای بهتر گدایی کردن می‌بیند ولی پیش از آنکه بر علیه او اقدامی بکند، توسط مارکیز دو ساد، متوقف می‌شود. دوساد به او پیشنهاد می‌کند تا لاتوش را تعقیب کند. آرنو هم همینکار را می‌کند و سپس، لاتوش را در یک هتل گیر میندازد و از وی مکان رییسش، تونز را می‌پرسد. آرنو روی دس تونز، پادشاه گدایان را در فاضلاب زیرزمینی پیدا می‌کند و می‌کشد. او در خاطرات تونز، می‌بیند که تونز بهمراه سیورت، روبروی شخص دیگری که چهره اش معلوم نیست زانو زده‌اند و او را گرند مستر خطاب می‌کنند. آرنو پش از آنکه توسط گازهای سمی درون فاضلاب مسموم بشود، از فاضلاب بیرون می‌آید و در یک فاحشه خانه، با دوساد دیدا می‌کند. دوساد می‌گوید که از روی دوستی به آرنو کمک نکرده، و او این کار ار کرد چون با مرگ تونز، حکومت کوچک محلی و غیررسمی در میان گداها بدست ساد می‌افتد. مارکیز برای قدردانی از ارنو، وسیله ترور گرند مستر پیشین، یعنی سنجاق را بهمراه اطلاعات به او می‌دهد. او می‌گوید که این تنها کار یک آهنگر در پاریس است، فرانسوا توماس ژغماین. آرنو ژغماین را در یک عمارت مصادره شده و تحت سلطه کنونی تندرو ها (نمونهٔ باز از همان اعضای مسلح حزب کوهستان یا ژاکوبین‌های قرمزپوش هستند که در طول بازی هم تمپلارها از ژاکوبین‌ها برای پیشبرد اهداف استفاده می‌کنند) آرنو و ژرمن موفق می‌شوند تا از خانه تندروها فرار کنند. در ادامه ژغماین به آرنو می‌گوید که آخرین نمونه این سنجاق‌ها را چند سال پیش برای یک کشیش دیمه دار (ثروتمند) بنام کریستن لافرنیه درست کرده. آرنو که به خیال خودش توطئه‌گر اصلی را پیدا کرده، خودسرانه و بدون اطلاع به شورا، برای کشتن لافرنیر به گورستان پاریس می‌رود. او لافرنیه را در حال سخنرانی در جمع برخی از سربازانش می‌بیند که لباسی دقیقاً همانند شخص دیگری که در خاطرات تونز بود (گرند مستر جدید) داشت. او پس از بازگشت لافرنیه از نیایشگاه، کمین می‌کند و اورا می‌کشد.
اما در کمال تعجب، او در خاطرات لافرنیه، می‌بیند که ظاهراً او اهداف خوبی را دنبال می‌کرده و دارای روابط دوستانه با دولاسر بود. او کسی بود که با عنوان ال، نامه هشدار را برای رهبر تمپلارها فرستاده بود. هم‌اکنون هم، لافرنیه در حال جمع کردن تمپلارهای سنتی برای حمله به کودتا گران در هتل پاریس بود ولی بدست ارنو کشته شد. ارنو به هتل پاریس، محل دیدار مخفیانه تمپلارها وارد می‌شود و آنجا، چهار شخص، یکی لاتوش، یکی فردریک رولیه، زنی بنام ماری لویک و درنهایت گرند مستر جدید، رهبر همه اینها که صورتش نامعلوم بود را دید. آرنو متوجه شد که آنها در حال صحبت دربارهٔ الیز دولا سر و توطئهٔ قتل او بودند. آرنو سریعاً هتل را ترک می‌کند و پس از پیدا کردن الیز، او را در حال انتظار برای فردی می‌بیند. آن فرد، یک دشمن بود که در لباس لافرنیه به ملاقات با الیز رفته بود، آرنو شخص را کشت و جان الیز را نجات داد. او بعدها خبر لافرنیه را به شورا برد و بشدت مورد مؤاخذه قرار گرفت.
پس از تمام شدن ماجرای توطئه، آرنو که حالا تا حدودی به الیز دوباره اثبات شده بود، از او می‌خواهد تا در کافه تئاتر با او دیدار کند. آرنو در خواسته‌ای غیرمنتظره، الیز را به شورا می‌برد و از رهبران اسسین‌ها می‌خواهد تا یک اتحاد را با الیز که مخالف دیگر تمپلار هاست به راه بیندازند. که البته مورد انتقاد شدید اساسین‌ها، بخصوص بلک که یک محافظه کار است قرار می‌گیرد. با این وجود، میرابو قبول می‌کند تا بعداً شخصا با الیز، دختر متحد قبلی خود حرف بزند.
آرنو و الیز از شورا خارج می‌شوند و در طول راه، آرنو اتفاقی از نقره گری بنام ژغماین که او را به اشتباه به لافرنیه هدایت کرده بود گفت. ناگهان الیز شروع به دویدن کرد و آرنو نیز او را تعقیب کرد. آنها سپس به خانه ژغماین رسیدند. الیز به آرنو توضیح داد که ژرمن خودش یک تمپلار بود که سال‌ها پیش ادعا کرد که در حال دریافت وحی‌هایی از ژاک دو موله است که مولای ناخشنودی خود را از نزدیکی میان تمپلارها و حکومت (که از نسل فیلیپ چهارم بود) و اسسین‌ها نشان می‌داد. او بسبب تفکرات افراطی خود درباره اصل فرقه، توسط پدرش (دولاسر) از فرقه اخراج شد. الیز با کمک ارنو، شروع به گشتن خانه ژغماین می‌کنند. آنها در ادامه متوجه شدند که ژغماین، از قصد و برای نابود کردن رقیب خود لافرنیه (که به دولاسر وفادار بود) آرنو را به او هدایت کرد. او قاتل فرانسوا دولاسر، فرد پشت صحنه انقلاب بر علیه لوئی شانزدهم، و استاد بزرگ جدید فرقه تمپلار است.
پس از فهمیدن این حقیقت، به سرعت به خانه میرابو رفتند تا موفقیت در شناسایی گرند مستر تمپلارها را با او درمیان بزارند. اما در آنجا با جنازه کشته شده میرابو، رهبر اساسینها مواجه شدند. گلوگاه او با همان سنجاق معروف تمپلارها بریده شده بود و ضارب، آنرا زیر بالشت گذاشته بود. همچنین پیش از این، الیز، یک تمپلار با او قرار ملاقات داشته بود. در حالی که تمامی شواهد بر علیه الیز بود، آرنو این را نپذیرفت و شروع به گشتن کرد. او یک لیوان سمی که به تازگی استفاده شده را در کمد میرابو پیدا کرد. آرنو و الیز با گرفتن رد فروشنده آن سم، متوجه شدند که قاتل میرابو، یک هودی پوش (اساسین) بود. آرنو با کمک دید عقاب، رد اساسین قاتل را تا بالای کلیسا کلیسای سن-شپل گرفت. او در آنجا با بلک دیدار کرد. بلک گفت که صلح میان اسسین‌ها و تمپلارها ناشدنی و غیرمنطقی است، بنابرین میرابو را کشت تا از این فاجعه جلوگیری کند. بلک ادامه داد که این نخستین بار نیست که یک اساسین برای نجات فرقه دست به همچین کار بزرگی می‌زند. بلک و آرنو باهم مبارزه کردند و پس از یک درگیری سخت و طولانی، آرنو بلک را شکست داد. پیر بلک در آخرین لحظات خود، از آرنو خواست تا کار را تمام بکند، وگرنه، دوباره برمی‌خیزد و آن دختر (الیز) را می‌کشد. آرنو چاقو را به گلوی بلک فروکرد و دوست قدیمی خود را کشت. در خاطرات بلک، لحظه مسموم شدن رهبر اساسینها توسط او، و همچنین نجات پدر ارنو شارل و دادن ساعت یادگاری به او در سال‌ها پیش مشاهده شد.
چند روز گذشت، آرنو در حالی که هنوز در میان دیگر رهبرها منفور بود به شورا برگشت. او در جلسه اساسین‌ها حضور پیدا کرد. یکی از استادهای اسسین، با نگرانی اعلام کرد که وضع کشور اصلاً خوب نیست. برخی از اعضای گارد ملی تحت کنترل انقلابیون ژاکوبین درآمده و خبرهایی نیز از خلع پادشاه از سوی مجمع ملی و تشکیل حکومت جمهوری، که در راس آن تمپلارها قرار دارند به گوش می‌رسد. تمپلارها در قالب ژاکوبین‌های ملی‌گرا در حال تند کردن روند انقلاب و گرفتن قدرت هستند.
مستر اسسین دیگر ادامه داد که در صورت بالا گرفتن اعتراضات، مردم احتمالاً به کاخ تویلری، محل زندگی خانواده سلطنتی هجوم می‌برند و این اثرات فاجعه باری را خواهد داشت. کنت دو میرابو، پیش و پس از انقلاب با شاه نامه نگاری‌هایی داشت. اگر نامه‌ها بدست مردم عصبانی بی افتد، قطعاً اسسین‌ها نابود می‌شوند. ارنو در مأموریت جدید خود، به منطقه تویلری که حالا در دست تندروها افتاده بود، نفوذ کرد. او توانست بدون شناسایی شدن، به دفتر کار لوئی شانزدهم برسد. جایی که نامه‌های میرابو در آن نگهداری می‌شد و هنوز توسط انقلابیون شناسایی نشده بود. آرنو به دفتر شاه وارد شد، او در آنجا با یک افسر تنها مواجه شد. او پس ازینکه متوجه دشمن نبودن آرنو می‌شود، خود را افسر توپخانهناپلئون بناپارت معرفی می‌کند. ناپلئون با اهداف شخصی، دزدکی به تویلری نفوذ کرد و در تلاش برای پیدا کردن در مخفی برای خروج است. آرنو نیز در این میان مدارک را پیدا و در آتش می‌سوزاند. سپس، پیش از آمدن انقلابیون تندرو، از در مخفی فرار می‌کنند.
آرنو اینبار برای کشتن فردریک رویله، به دفتر بناپارت می‌رود. ناپلئون به آرنو می‌گوید که رویله (فرمانده انقلابی)، در grand chatelet، در حال قتل‌عام تعداد زیادی از اعضای گارد سلطنتی و مخالف ژاکوبین‌ها است. ارنو رویله را روی سقف ساختمان، در حال شکنجه روحی چند سرباز، کشت. در خاطرات رویله، متوجه برخی از جنایات او می‌شویم. آرنو بدنبال هدف بعدی، دوباره پیش الیز بازمی‌گردد و از او، در مورد زنی بنام ماری لوِک پرسید. الیز برخی اطلاعات را به او داد و آرنو، با تعقیب یک قایق پر از غلات متعلق به لوک و دزدیدن مدارک از کاپیتان قایق، متوجه نقشه لوِک شد. ماری لوِک، که زن ثروتمندی بود برای بیشتر کردن اعتراضات بر علیه لوئی شانزدهم، دست به احتکار غلات و گرسنگی دادن مردم در دو ماه اخیر زده بود. آرنو محل او در یک کاخ را پیدا کرده و اورا در یک میهمانی می‌کشد. سپس متوجه همدست او، لوئی-میشل لوپلتیه می‌شود. او پلتیه را هم در کاخ کاردینال (رویال)می‌کشد. اودر خاطرات پلیر می‌بیند که ان شب، پلتیه در یک جلسه پراهمیت در مجمع ملی حاضر شد و آخرین رای را برای اعدام لویی، پادشاه فرانسه داد. آرنو و الیز، همان شب با بالن، از دست مأموران فرار می‌کنند و شب عاشقانه ای را در فراز آسمان پاریس، می‌گذرانند.
روز اعدام پادشاه مخلوع(۲۱ ژانویه ۱۷۹۳)فرا می‌رسد. قرار است تا لوئی در میدان میدان کنکورد، به جلادان تحویل داده شود و زیر تیغ گیوتین، اعدام شود. همچنین علاوه بر گارد ملی، تندروها هم در سرتاسر جمع حضور دارند. بنابرین ژغماین هم در مراسم اعدام حاضر است. ارنو با الیز دیدار می‌کند، سپس وارد جمعیت می‌شود و با ایگل ویژن، ژغماین را پیدا می‌کند. او پس از گذر از گاردها، با رهبر تمپلارها، دیدار می‌کند. همان لحظه، زمان اعدام پادشاه در آنطرف میدان شروع می‌شود، لوئی پس از گفتن سخنرانی معروفش، بی زیر گیوتین رفت. در زمان جدایی سر لویی، ژغماین زیر لب گفت:ژاک د مولای، انتقام شما گرفته شده. در همان لحظه، الیز فرا می‌رسد و به کمک میآید، او از آرنو می‌خواهد تا سریعاً بدنبال توماس، که در حال فرار است برود. آرنو قبول نمی‌کند و از ترس کشته شدن الیز، در مهلکه می‌ماند. ژغماین فرار می‌کند و بار دیگر نقشه اسسین برای نابودی تمپلارها ناموفق می‌ماند. الیز، بشدت از آرنو بخاطر دنبال نکردن ژغماین عصبانی است. او از آرنو می‌خواهد که دیگه بدنبال او نیاید. ارنو سپس به شورا برمیگردد تا خبر تمام کارهایی که تاکنون کرده است را بدهد. اما توسط اسسینها، به طبقه پایین، جایی که به اساسین تبدیل شد فرستاده می‌شود. شورا اسسینها، آرنو ویکتور دوریان را بخاطر نافرمانی و خودسری برای چندمین بار، از فرقه اخراج می‌کنند و علناً با رفتن الیز و اخراج از فرقه، آرنو تمام انگیزه خود را از دست می‌دهد.
چند ماه می‌گذرد و ارنو، در طول این مدت به ورسای و عمارت دولاسر رفت و به مشروب خواری و قمار روی آورد. یکی از شب‌ها که از شدت مستی خوابش برده بود، پس از بیدار شدن متوجه نبود ساعت پدرش شد، او به یاد آورد که ساعتش را در مبارزه با یک گروه در یک بار از دست داد. ارنو بدنبال ساعت خود، با همان حالت مستی تا کاخ ورسای که متروک شده بود دنبال کاپیتان آن گروه، رفت و او را شکست داد. اما در جیبش ساعتش را پیدا نکرد. که ناگهان صدایی آشنا توجه آرنو را جلب کرد. الیز، که ساعت آرنو را در دست داشت. ارنو به الیز گفت که تلاش کرد تا قضیه دولاسر تکرار نشود، ولی حالا که به او نیازی نیست، پس از کل انقلاب و تمپلارها و اساسینها کنار کشیده. اما الیز پافشاری می‌کند تو باری دیگر تلاش کنند و این قضیه را به پایان برسانند.
سرانجام آرنو متقاعد شد و لباس و اسلحه‌هایش را پس گرفت و با الیز به محل برگزاری اعدام‌های ورسای رفت. الویس لا توش، کارگر روی دس تونز، هم‌اکنون به فرماندهی اعدام مخالفان انقلاب در ورسای گماشته شده. ارنو، با جا زدن خود بعنوان یک زندانی، به لا توش نزدیک شد و پیش از آنکه لاتوش متوجه بشود، با هیدن بلید اورا می‌کشد. در خاطرات لاتوش، با مردی بلند قد و چهارشانه مواجه شد که در چند خاطره دیگر و اتفاقات نیز از او نام برده شده. او ماکسیمیلیان روبسپیر، رئیس‌جمهور انقلابی فرانسه و اصلی‌ترین حامی ژغماین در حکومت فرانسه است.
پس از مرگ لاتوش و پایان اعدام‌های ژاکوبین‌ها در ورسای، آرنو و الیز با یک کالسکه به مقصد پاریس، روستا را ترک می‌کنند. البته پیش از ان، باید در همایش جمهوری در باغ سلطنتی نزدیکی پاریس، نفوذ کنند. رئیس جمهور کنوانسیون ملی (جمهوری اول فرانسه)، ماکسیمیلیان روبسپیر نیز در این همایش بزرگ حضور خواهد داشت. ارنو و الیز با کمک هم، ابتدا مدارکی بر ضد روبسپیر را می‌دزدند و در جیب‌های طرفدارانش می‌گذارند، و سپس، نوشیدنی روبسپیر را الکلی می‌کنند و موجب می‌شوند تا روبسپیر در سخنرانی خود دچار توهم و هذیان گویی شود. با رفتن آبروی روبسپیر، آرنو و الیز محل را ترک می‌کنند و به پاریس برمی‌گردند.
مدتی بعد، کنوانسیون ملی (که پس از تشکیل جمهوری، جایگزین مجمع ملی شد و همان قوه مقننه بود)، روبسپیر، رهبر حزب کوهستان (ژاکوبین) را عملاً ضد کشور و تحت تعقیب نامید. جنگ داخلی میان تندروها و گارد ملی در بخش‌هایی از پاریس در حال انجام است. ارنو روبسپیررا در حال فرار از پلیس شناسایی می‌کند و رد او را تا hotel de villeگرفت. آرنو به خوبی به هتل وارد شد و به دفتر روبسپیر هجوم برد. همزمان، الیز هم آمد و بلافاصله با شلیک به دهان ربسپیر، از او خواست تا مکان ژرمن را بنویسد. روبسپیر، روی کاغد، نام معبد پاریس (که در ابتدای بازی در بازه زمانی برای تمپلارها بود) را نوشت. ارنو و الیز رفتند و همان لحظه، پلیس به اتاق روبسپیر هجوم برد و اورا به جرم خیانت علیه کشور و دولت، برای اعدام در روز بعد برد.
آرنو الیز به معبد پاریس می‌روند، آرنو از الیز می‌خواهد تا راه‌های زیرزمینی را طی کند ک خود را به ژغماین که در بخش بالای برج قلعه قرار دارد برساند. ارنو از برج بالا می‌رود و خود را برای تمام کردن ماجرا آماده می‌کند. اما با صحنه بسیار عجیبی مواجه می‌شود، ژغماین، شمشیر عدن را پیدا کرده بود و آنرا در دست داشت. ژغماین که استفاده از شمشیرجادویی عدن را بلد بود، با انرژی که از شمشیربیرون می آید، آرنو را به عقب پرت کرد. آرنو در نهایت ژغماین را از پشت با هیدن بلید کشت، البته کارساز نبود، چون زخم ژغماین درمان شد و بعد، با کمک شمشیر، به‌طور ناگهانی غیب شد. ارنو که هنوز در عجب بود، ژغماین را در زیرزمین معد پیدا می‌کند و با کمک الیز و در حالیکه ژغماین شمشیر جادویی را در دست داشت، با او مبارزه کرد. در نهایت، ژغماین بشدت زخمی شد ولی آرنو را باز با انرژی شمشیر به چند متر انور تر پرتاب کرد، به طوری که یکی از ستون‌های نیایشگاه بر روی آرنو فرو ریخت، در اینزمان، الیز، با وجود اصرارهایی که آرنو به او کرد، به سمت ژغماین حمله کرد تا از فرارش جلوگیری کند. آرنو که از خطر آن شمشیر آگاه بود، بسرعت خود را از زیر آوار خارج کرد و به سمت الیز دوید. اما پیش از رسیدن آرنو، ناگهان نور بسیاری سرتاسر نیایشگاه را دربرگرفت. چند ثانیه بعد، آرنو ار جای خود بلند شد و رفت تا الیز را پیدا کند، ولی الیز را بی جان در آنطرف سالن دید. ارنو با گریه‌های بسیار، از الیز خواهش می‌کند تا بلند شود. اما الیز بخاطر نیروی بالای شمشیر و فشاری که به تنش وارد شد، مرده بود. ارنو سپس ژغماین را که چند متر انور تر بود دید. به سمت او رفت و به آرامی، اورا کشت. ارنو به دنیای ارواح رفت، ولی اینبار با خود ژرمن نیز حرف زد. ژغمن به آرنو گفت که در شب، ها، درحال انجام کار، تصاویری را می‌دید که خاطرات گذشتگانش را در خود داشتند. این تصاویر نا مفهوم و سخت، موجب سردرد او می‌شد و مجبور بود تا به آنها پایان بدهد. فرانسوا توماس ژرماین خود سیج بود خاطراتی از زندگی‌های پیشین خود، به ارث برده بود که در ذهن او جریان داشتند. بنابربن مجبور بود تا برای اتمام کارهایی که در زندگی‌های پیشین در آنها ناموفق بود، دست به همچین کارهایی بزند. او در نهایت از مرگ افرادی همچون الیز و مولای، ابراز تاسف کرد. ارنو با اندوه فراوان، جنازه الیز را از معبد خارج کرد و در کنار مقبره پدرش فرانسوا دفن کرد. سالها بعد آرنو، با ژنرال بناپارت، به معبد بازگشت و اسکلت پوسیده ژرمن را، در میان هزاران هزار اسکلت دخمه پاریس جای داد.
خاطره ژنی از اینجا قطع می‌شود. بیشاپ، عنوان می‌کند که در چنین وضعیتی، تمپلارهای ابسترگو دیگر نمی‌توانند جنازه ژغماین را پیدا کنند. او از کار کاربر احساس رضایت می‌کند و قول می‌دهد تا دوباره با او تماس بگیرد.

## مشکلات فنی و پاسخ توسعه دهنده
۲۷ نوامبر ۲۰۱۴ رئیس یوبی‌سافت از طرف استودیوی سازندهٔ بازی به خاطر ضعیف بودن بازی در هنگام انتشار عذرخواهی کرد، اعلام کرد «کیفیت کلی بازی به خاطر باگ‌ها و مشکلات غیرمنتظرهٔ فنی کاهش پیدا کرد و کاربران را از تجربهٔ بازی در بهترین حالت بازداشت.» (با این حال در آخرین به روزرسانی این بازی، باگ‌ها به‌طور کامل رفع شده‌اند و احتمال وجود باگ در بازی به حد خیلی کمی رسیده است) در پاسخ به موضوع یوبی‌سافت اعلام کرد که فروش محتوای Season Pass و نسخهٔ طلایی بازی را متوقف خواهد کرد و به عنوان جبران اولین محتوای قابل دانلود بازی به نام Dead Kings -شاهان مرده- را برای خریداران بازی رایگان خواهد کرد. کسانی که نسخهٔ طلایی بازی یا کارت Season Pass را خریداری کرده‌اند نیز می‌توانند از یک کپی دیجیتالی رایگان انتخابی از بین عناوین اساسینز کرید ۴: پرچم سیاه، سگ‌های نگهبان، گروه، فار کرای ۴، جاست دنس ۲۰۱۵، ریمن لجندز و همین‌طور محتوای خاصی مثل اساسینز کرید تواریخ بهره ببرند.

## بازخوردها
این بازی توانست نقدهای مطلوب و نسبتاً متوسطی را دریافت کند و این را می‌توان به علت مشکلات فنی و باگ‌های زیاد در ابتدای عرضه و چندین سال پس از عرضه دانست. (در آخرین آپدیت بازی باگ‌ها و مشکلات بازی به‌طور کامل رفع شده است و در بازی خیلی سخت می‌توان باگی را پیداکرد). با این حال این بازی، داستانی زیبا، جزئیات فراوان و گیم پلی جذابی را داراست و می‌تواند سرگرم‌کننده باشد.
| پلتفرم (متاکریتیک) | امتیاز | سقف امتیازات |
| ------------------ | ------ | ------------ |
| PS4                | ۷۰     | ۱۰۰          |
| XBOX ONE           | ۷۲     | ۱۰۰          |
| PC                 | ۷۱     | ۱۰۰          |
| سایت منتقد         | امتیاز | سقف امتیازات |
| Destructoid        | ۷      | ۱۰           |
| EuroGamer          | ۷      | ۱۰           |
| Giant Bomb         | ۲      | ۵            |
| Game Informer      | ۸      | ۱۰           |
| GamesRadar         | ۴      | ۵            |
| game Trailers      | ۸      | ۱۰           |
| IGN                | ۷٫۸    | ۱۰           |
| Justiq             | ۸      | ۱۰           |
| OXM (UK)           | ۸      | ۱۰           |
| VideoGamer.Com     | ۸      | ۱۰           |